# Boguszyce (Łęczyca)
Pour les articles homonymes, voir Boguszyce.
Boguszyce (prononciation [bɔɡuˈʂɨt͡sɛ]) est un village de la gmina de Piątek, du powiat de Łęczyca, dans la voïvodie de Łódź, situé dans le centre de la Pologne.
Il se situe à environ 6 kilomètres au sud-ouest de Piątek (siège de la gmina), 17 kilomètres à l'est de Łęczyca (siège du powiat) et 28 kilomètres au nord de Łódź (capitale de la voïvodie).
Sa population s'élève approximativement à 250 habitants.

## Administration
De 1975 à 1998, le village était attaché administrativement à l'ancienne voïvodie de Płock.

Depuis 1999, il fait partie de la nouvelle voïvodie de Łódź.